# Hydroquinone
Hydroquinone, cũng gọi là benzen-1,4-diol hoặc quinol là một hợp chất hữu cơ, một loại phenol và là dẫn xuất của benzen, có công thức hóa học là C6H4(OH)2. Nó có hai nhóm hydroxyl liên kết cộng hóa trị với vòng benzen ở vị trí para. Ở thể rắn, nó là dạng hạt màu trắng. Các dẫn xuất thay thế của hợp chất gốc này cũng được gọi là hydroquinone. Tên gọi "hydroquinone" được Friedrich Wöhler đặt ra vào năm 1843.

## Sản xuất
Hydroquinone được sản xuất công nghiệp theo hai phương pháp chính.
- Phương pháp được sử dụng rộng rãi nhất cũng tương tự như quy trình sản xuất cumen trong cơ chế phản ứng và liên quan đến quá trình trao đổi hóa benzen với propen để tạo ra 1,4-diisopropylbenzen. Hợp chất này phản ứng với không khí tạo ra bis(hydroperoxide), có cấu trúc tương tự hydroperoxide cumen và sắp xếp lại trong acid cho ra aceton và hydroquinone.[8]
- Phương pháp thứ hai liên quan đến hydroxyl hóa phenol. Quá trình chuyển đổi sử dụng oxy già và tạo ra một hỗn hợp hydroquinone và catechol:

C6H5OH  +  H2O2   →   C6H4(OH)2  +  H2O
Các phương pháp khác ít phổ biến hơn bao gồm:
- Oxy hóa anilin bằng mangan dioxide tiếp theo là khử 1,4-benzoquinone. Quá trình này được tiến hành theo từng đợt và tạo ra một dòng thải đáng kể.
- Một tổng hợp tiềm năng quan trọng của hydroquinone từ acetylen và sắt pentacarbonyl đã được đề xuất sắt pentacarbonyl làm chất xúc tác.[9][10][11][12][13][14] Sắt pentacarbonyl đóng vai trò là chất xúc tác, chứ không phải thuốc thử, khi có mặt khí carbon monoxide tự do. Rhodi hoặc rutheni có thể thay thế sắt làm chất xúc tác với sản lượng hóa học thuận lợi nhưng thường không được sử dụng do chi phí phục hồi của hỗn hợp phản ứng.[12]
- Hydroquinone và các dẫn xuất của nó cũng điều chế được bằng cách oxy hóa nhiều loại phenol khác nhau. Những ví dụ bao gồm oxy hóa Elbs persulfate và oxy hóa Dakin.
- Hydroquinone lần đầu tiên được các nhà hoá học người Pháp Pelletier và Caventou thu được vào năm 1820 qua việc chưng cất phá hủy acid quinic.

## Phản ứng
Khả năng phản ứng của các nhóm O-H của hydroquinone giống với phenol khác, có tính acid yếu. Base liên hợp kết quả trải qua quá trình O-alkyl hóa dễ dàng tạo ra các mono- và diether. Tương tự như vậy, hydroquinone rất dễ bị thay thế vòng do phản ứng Friedel–Crafts như là alkyl hóa. Phản ứng này khai thác trên phương pháp tới các chất chống oxy hóa phổ biến như 2-tert-butyl-4-methoxyphenol ("BHA"). Thuốc nhuộm hữu hiệu quinizarin sản xuất bằng cách diacyl hóa hydroquinone với anhydride phthalic.

### Oxy hóa khử
Hydroquinone bị oxy hóa trong điều kiện nhẹ cho ra benzoquinone. Quá trình này có thể được đảo ngược. Một số dẫn xuất hydroquinone tự nhiên biểu hiện loại phản ứng này, ví dụ là coenzyme Q. Trong công nghiệp, phản ứng này được khai thác cả với chính hydroquinone nhưng thường xuyên hơn với các dẫn xuất của nó, trong đó OH được thay thế bằng amin.

### Sự tạo nhóm amin
Phản ứng quan trọng là chuyển đổi hydroquinone sang các dẫn xuất mono- và diamino. Methylaminophenol, sử dụng trong nhiếp ảnh, sản xuất bằng cách này:
C6H4(OH)2  +  CH3NH2   →   C6H4(OH)(N(H)CH3)  +  H2O
 Diamin tương tự vậy, có ích trong ngành công nghiệp cao su làm "chất chống oxy (?)", được sản xuất tương tự từ anilin:
C6H4(OH)2  +  2 C6H5NH2   →   C6H4(N(H)C6H5)2  +  2 H2O

## Ứng dụng
Hydroquinone có nhiều ứng dụng chủ yếu liên quan đến hoạt động của nó như là chất khử hòa tan được trong nước. Đây là một thành phần chính trong hầu hết các chất tráng/rửa phim và giấy, với hợp chất metol, nó khử halide bạc thành bạc nguyên tố.
Có nhiều cách sử dụng liên quan đến khả năng khử của nó. Như làm chất ức chế trùng hợp, khai thác các đặc tính chống oxy hóa nó, hydroquinone ngăn ngừa trùng hợp acid acrylic, methyl methacrylat, cyanoacrylat, và các monome khác dễ bị trùng hợp bắt đầu từ gốc. Bằng cách hoạt động làm chất bay màu gốc tự do, hydroquinone giúp kéo dài thời hạn sử dụng của nhựa nhạy cảm với ánh sáng như là preceramic polymer.
Hydroquinone có thể mất một proton từ cả hai nhóm hydroxyl để hình thành nên ion diphenolat. Muối dinatri diphenolat của hydroquinon được sử dụng làm đơn vị comonomer xen kẽ vào sản xuất polyme PEEK.

### Mất sắc tố da
Hydroquinone được sử dụng như một chất bôi ngoài da trong làm trắng da để làm giảm màu da. Nó không có khuynh hướng gây chàm như metol. Đây là thành phần chỉ kê đơn ở một số quốc gia, bao gồm các quốc gia thành viên của Liên minh châu Âu theo Chỉ thị 76/768/EEC:1976.
Năm 2006, Cục Quản lý Thực phẩm và Dược phẩm Hoa Kỳ đã thu hồi phê duyệt hydroquinone trước đó của mình và đề nghị lệnh cấm đối với tất cả các chế phẩm không kê đơn. FDA tuyên bố rằng hydroquinone không thể loại trừ được là chất có khả năng gây ung thư. Kết luận này được đưa ra dựa trên mức độ hấp thụ ở người và tỷ lệ mắc khối u ở chuột trong một số nghiên cứu trong đó chuột trưởng thành được phát hiện có tỷ lệ khối u tăng lên, bao gồm tăng sản tế bào nang tuyến giáp (biến đổi kích thước nhân), bệnh bạch cầu đơn nhân, ung thư biểu mô tế bào gan, "u tuyến tế bào ống thận (?)". Chiến dịch vì Mỹ phẩm An toàn cũng đã nêu bật những mối quan tâm.
Nhiều nghiên cứu đã chỉ ra rằng hydroquinone nếu dùng bằng đường uống có thể gây nên bệnh ochronosis ngoại sinh, một căn bệnh gây biến dạng, trong đó sắc tố màu xanh đen sẽ tích tụ trên da; tuy nhiên, các chế phẩm da chứa thành phần được sử dụng tại chỗ. FDA đã phân loại hydroquinone vào năm 2006 là sản phẩm an toàn - thường được công nhận là an toàn và hiệu quả (GRASE), tuy vậy các nghiên cứu bổ sung trong Chương trình nghiên cứu độc tính quốc gia (NTP) đã được đề xuất để xác định xem liệu có nguy cơ cho con người từ việc sử dụng hydroquinone. Đánh giá của NTP cho thấy một số bằng chứng về tác động gây ung thư và độc tính trên gen lâu dài.
Khi hydroquinone được sử dụng như một chất làm sáng da có thể hiệu quả nếu sử dụng hợp lý, nó cũng có thể gây nhạy cảm cho da. Dùng kem chống nắng hàng ngày có chỉ số PPD cao (persistent pigment darkening) giúp giảm đi nguy cơ bị tổn thương thêm. Hydroquinone đôi khi được kết hợp với acid alpha hydroxy có tác dụng tẩy tế bào chết trên da để thúc tốc quá trình làm sáng da. Tại Hoa Kỳ, các phương pháp điều trị tại chỗ thường chứa tới 2% hydroquinone. Nếu không, nồng độ sẽ cao hơn (lên đến tận 4%) nên được kê đơn và sử dụng một cách thận trọng.
Khi mà hydroquinone vẫn được kê đơn rộng rãi để điều trị chứng tăng sắc tố, các câu hỏi về hồ sơ an toàn của nó được nêu ra bởi cơ quan quản lý tại EU, Nhật Bản và Hoa Kỳ khuyến khích việc tìm kiếm những chất khác có hiệu quả tương đương. Một số chất như vậy đã có sẵn hoặc đang được nghiên cứu, gồm có acid azelaic, acid kojic, retinoid, cysteamin, steroid tại chỗ, acid glycolic và các chất khác. Một trong số đó, 4-butylresorcinol, đã được chứng minh là có hiệu lực hơn vào việc điều trị các rối loạn da liên quan đến sắc tố melanin, cũng như đủ an toàn để bán không cần kê đơn gì hết.

## Tồn tại trong tự nhiên
Hydroquinone là một trong hai chất phản ứng trong tuyến phòng vệ của bọ cánh cứng thả bom, cùng với hydro peroxide (và có lẽ là các hợp chất khác, tùy thuộc vào loài), thu thập trong khoang chứa. Khoang chứa mở ra thông qua một van điều khiển-bằng cơ vào lỗ có thành dày. Khoang này lót bằng các tế bào tiết ra catalase và peroxidase. Khi dung dịch của khoang chứa bị ép vào lỗ phản ứng, catalase và peroxidase nhanh chóng phân hủy hydro peroxide và xúc tác quá trình oxy hóa hydroquinone thành p-quinone. Những phản ứng này giải phóng oxy tự do và tạo ra đủ nhiệt để đưa hỗn hợp đến điểm sôi và hóa hơi khoảng 1/5 lượng này, tạo ra một tia nước nóng từ bụng bọ cánh cứng.
Dẫn xuất Farnesyl hydroquinone tiết ra từ loài Turricula parryi là chất gây kích ứng chính, có thể gây viêm da tiếp xúc nghiêm trọng ở người.
Hydroquinone được cho là độc tố có hoạt tính trong nấm Agaricus hondensis.
Hydroquinone đã được chứng minh là một trong những thành phần hóa học có trong keo ong tự nhiên. 
Nó cũng là một trong những hợp chất hóa học tìm thấy trong castoreum. Hợp chất này được thu thập từ túi thầu dầu của hải ly.
Trong cây cỏ gấu (Arctostaphylos uva-ursi), arbutin chuyển đổi sang hydroquinone.

## Liên kế ngoài
- Thẻ An toàn Hóa chất Quốc tế 0166
- NIOES Hướng dẫn Bỏ túi về Các mối nguy Hóa chất
- Chuyên khảo IARC: "Hydroquinone"